# Abraham Laboriel
Abraham Laboriel, noto anche come Abe Bass (Città del Messico, 17 luglio 1947), è un bassista messicano conosciuto per aver suonato in oltre 4000 registrazioni e colonne sonore.
La rivista statunitense Guitar Player Magazine lo ha definito come «il più utilizzato session man del nostro tempo». Laboriel è padre del batterista Abe Laboriel Jr. e del produttore, autore e compositore di colonne sonore Mateo Laboriel.

## Biografia
Nato a Città del messico nel 1947, inizialmente seguì gli studi classici di chitarra. Passò al basso elettrico durante gli studi presso il Berklee College of Music.
Henry Mancini incoraggiò Laboriel a trasferirsi a Los Angeles per perseguire la carriera negli studi di registrazione.
Da allora ha lavorato con numerosi artisti quali  Stevie Wonder, Barbra Streisand, Al Jarreau,  Dolly Parton, Lionel Richie, Christopher Cross, Brenda Russell, Olivia Newton-John, Joan Baez, Jennifer Rush, Natalie Cole, Roberta Flack, Peabo Bryson, Randy Crawford, Joe Cocker, Syreeta Wright, Bette Midler, Leo Sayer, Jeffrey Osborne, John Denver, Kenny Rogers, José Feliciano, Michael McDonald, Patti Austin, Leonard Cohen, Billy Preston, Diane Schuur, Stephanie Mills, Elton John, Barry Manilow, Paul Simon, Bryan Ferry, ma anche con Stephen Bishop, Chaka Khan, Dionne Warwick, Melissa Manchester, Kenny Loggins, Sheena Easton, Patrizio Buanne, George Benson, Umberto Tozzi, Michael Jackson, Alberto Fortis. Inoltre per registrare i suoi tre album da solista Laboriel ha reclutato un cast di artisti quali Alex Acuña, Al Jarreau, Jim Keltner, Philip Bailey ed altri.
Laboriel è stato anche fondatore delle band Friendship e Koinonia. Attualmente suona nella band "Open Hands" con Justo Almario, Greg Mathieson e Bill Maxwell.
Nel 2005 gli è stata conferita una Laurea honoris causa in musica dal Berklee College of Music.

## Discografia solista
- 1993 - Dear Friends
- 1995 - Guidum
- 1995 - Justo Almario & Abraham Laboriel (con Justo Almario)
- 2007- Gianfranco Piga & Abraham Laboriel (con "Innocent Soul") CD 3J Production & Recording